# Гебре Мескель Лалибэла
Лалибэла (геэз ላሊበላ), тронное имя Гебре Мескель (геэз ገብረ መስቀል букв. «Слуга креста»; 1162—1221) — император Эфиопии династии Загве, царствовал с 1181 по 1221 год. По словам Таддесси Тамрата, он был сыном Яна Сеюма и братом Кедуса Харбе. Возможно, самый известный из монархов династии Загве, поскольку одноимённые монолитные церкви Лалибелы приписывают его правлению, хотя последние исследования учёных относят их появление к концу Аксумского периода, при том, что этот комплекс обрёл нынешний вид в его время. Он почитается как святой православными церквями тевахдо.

## Жизнеописание
Царь Лалибэла родился в Адефе или Рохе (позже названной Лалибелой в его честь) в Бугне в 1162 году н. э. Ему дали имя «Лалибэла», что означает «пчёлы признают его суверенитет» на староагавском языке из-за пчелиного роя, окружившего его, как говорят, при рождении, что его мать приняла за предзнаменование его будущего правления как императора Эфиопии. Сказания гласят, что он отправился в изгнание из-за враждебности своего дяди Татадима и брата, царя Кедуса Харбе, и был почти отравлен до смерти своей сводной сестрой. Поскольку Лалибэла пришёл к власти при жизни своего брата, Таддесси Тамрат подозревает, что он пришёл к власти силой оружия.
Говорят, что Лалибела видел Иерусалим в видении, а затем попытался построить новый Иерусалим в качестве своей столицы в ответ на захват старого Иерусалима мусульманами в 1187 году. Таким образом, многие особенности города Лалибэла имеют библейские названия, включая реку города, известную как река Иордан (амх. ዮርዳኖስ ወንዝ). Город оставался столицей Эфиопии с конца XII века до XIII века.
Сведения о строительстве 11 монолитных церквей в Лалибэле были утрачены. В более поздней «Гадла Лалибэла», агиографии царя, утверждается, что он вырезал эти церкви из камня только с помощью ангелов. Согласно повествованию португальского посольства в Эфиопии в 1520—1526 годах, записанному отцом Франсишку Альварешем и опубликованному в 1540 году, священники Лалибэлы утверждали, что для строительства церквей понадобилось 24 года и что они были сделаны белыми людьми. Они сказали, что это было сделано по повелению царя Лалибэлы.
Его главной царицей была Маскаль Кибра, о которой сохранилось несколько сказаний. Она уговорила абуну Микаэля сделать своего брата Хируна епископом, а через несколько лет абуна покинул Эфиопию и отправился в Египет, жалуясь, что Хирун узурпировал его власть. Другое сказание гласит, что она убедила царя Лалибэлу отречься от престола в пользу его племянника Наакуэто Лааба, но после 18 месяцев неудачного правления племянника она убедила Лалибэлу вернуться на престол. Таддессе Тамрат подозревает, что конец правления Лалибэлы на самом деле не был таким дружелюбным, и утверждает, что это сказание скрывает кратковременную узурпацию власти Наакуэто Лаабом, правление которого было прекращено сыном Лалибэлы, Йетбараком. Гетачью Мэконнен приписывает ей сооружение одной из высеченных в скале церквей, Бет Абба Либанос, как памятника Лалибэле после его смерти.
Несмотря на то, что сохранилось мало письменных источников о других царях династии Загве, уцелело заметное их количество о правлении Лалибэлы помимо «Гадла Лалибела». Посольство Патриарха Александрийского посетило двор Лалибэлы около 1210 года и оставило отчёт о нём, а также о Наакуэто Лаабе и Йетбараке. Итальянский учёный Карло Конти Россини также отредактировал и опубликовал несколько дарственных грамот на землю, которые сохранились со времён его правления.